# Narmerova paleta
Narmerova paleta ili Velika paleta iz Hijerakonpola je važan arheološki nalaz vezan za Stari Egipat, koja potječe iz 31. stoljeća pr. Kr. Pronašao ju je James Quibell u Kom el Ahmaru (Hijerakonpol) 1897. – 1898. i mnogi ju smatraju za prvi povijesni dokument na svijetu. Ova paleta za šminkanje (vjerojatnije skulptura bogova jer je previla za ljudsku šminku) se smatra najvrednijim dokumentom za ustanovljavanje prve egipatske dinastije, te da je izravni dokaz o osnivanju prve zajedničke države, Staro egipatsko kraljevstvo. Narmer je, prema Manetonu, mitski ujedinitelj Egipta. Dokaz toga se nalazi na paleti gdje je na prednjoj (recto) strani prikazan s bijelom krunom Gornjeg Egipta, a stražnjoj (verso) strani s crvenom krunom Donjeg Egipta. Smatra se kako paleta slavi pobjedu nad vladarima sjevera i ujedinjenje, jer na prednjoj strani Horus (bog Gornjeg Egipta) drži u kandžama znak Donjeg Egipta, a na drugoj strani su prikazane životinje s isprepletenim vratovima što predstavlja ujedinjenje (samtaui).
Plitki reljefi prikazuju faraona Narmera kao simbola jedinstva zemlje, utjelovljenog boga koji pobjedonosno vlada nad silama kaosa. Tako je na prednjoj strani Narmer prikazan kao div koji drži neprijatelja za kosu i sprema se razbiti mu glavu buzdovanom, dok ispod njih leže mrtvi neprijatelji. Dok je s druge strane na čelu povorke (opet mnogo veći od ostalih likova) ispred hrpe obezglavljenih neprijatelja. Ispod njih su mitski sučeljeni lavovi sa zmijolikim isprepletenim vratovima (simbol ujedinjenja), dok ispod njih bik ruši zidine grada, što je simbol Narmerove pobjede. Kompozicijska rješenja koja se ovdje koriste javljat će se u svim kasnijim egipatskim slikama i reljefima: podjela površine okomito na trake (okomita perspektiva), vladarev lik veći od ostalih (hijerarhija), i piktografska vrijednost likova (simbolika likova, npr. sokol Horus kao personifikacija vlasti stoji iznad papirusa s ljudskom glavom koji predstavlja deltu Nila). Taj zbir pravila prikazivanja naziva se egipatski kanon i strogo će se primjenjivati u egipatskoj umjetnosti s izuzetkom vremena vladavine Eknatona (Novo egipatsko kraljevstvo).

## Vanjske poveznice
- Novak, Grga: Egipat : prethistorija - faraoni - osvajači - kultura, Zagreb, 1967.
- Stan Hendrickx, Narmer Palette Bibliography  Arhivirana inačica izvorne stranice od 23. rujna 2017. (Wayback Machine), 2017
- Narmer Catalog (Narmer Palette)  Arhivirana inačica izvorne stranice od 22. rujna 2017. (Wayback Machine)